# Sandu Tudor
Sandu Tudor (n. 22 decembrie 1896, București, România – d. 17 noiembrie 1962, Aiud, regiunea Cluj, România) este pseudonimul literar al lui Alexandru Teodorescu, gazetar, poet, monah român din perioda interbelică, cunoscut și sub numele monahale de Monahul Agaton de la Mănăstirea Antim și Daniil de la Rarău. Din 1948, când s-a călugărit, duhovnic i-a fost Cleopa Ilie. Sandu Tudor este inițiatorul grupului Rugul Aprins de la Mănăstirea Antim.
Este unul dintre extrem de puținii scriitori moderni a căror creație și-a găsit loc în corpul liturgic ortodox, unele scrieri ale lui primind statutul de sacralitate în Biserica Ortodoxă Română.
Este de asemenea unul dintre cele mai independente spirite pe care le-a dat națiunea română în secolul al XX-lea: personalitate cu timpurii sensibilități religioase, Teodorescu va fi inițial atras de gândirismul și misticismul ortodox al cercurilor intelectuale prevalente în epocă, dar va respinge cu vigoare și curaj excesele acestora în chiar perioada de maxim avânt al mișcărilor fasciste de coloratură mistică instigate de liderii gândiriști. Teodorescu va fi astfel activ în publicistica de stânga alături de tineri scriitori comuniști (Stancu, Jebeleanu), ca și în viața intelectuală a stângii românești în general, fiind implicat chiar în activitatea ilegală a comuniștilor (tipărește un buletin ilegal antifascist). Constantin Jinga amintește de această perioadă din viața poetului în acești termeni:
„În România anilor '30, Sandu Tudor devenise o figură absolut insolită: după un divorț chiar violent de gândirism și de extrema dreaptă ajunse la apogeu, face Puterii o opoziție radicală de pe baricadele firavelor, pe atunci, grupări comuniste. Dezaprobă naționalismul fascist, detestă antisemitismul și socoate burghezia în general drept clasa responsabilă pentru decăderea spirituală a omului, pentru erodarea valorilor și a ierarhiilor tradiționale în folosul obezilor nevrotice ale averii.” […] Se distanțează de gândirism chiar în anii 1930, de îndată ce îl percepe ca rezervor pentru ideologia extremei drepte, iar socialismul și comunismul nu-l vor atrage în turbulența lor atunci când ajung la putere. Liber de orice oportunism, Sandu Tudor se desparte de ideologii, în momentul când le vede preschimbate în idoli avizi de jertfe.  (Biblia Și Sacrul În Literatură).
În 1942 este arestat de Siguranță (serviciul secret burghez) împreună cu alți scriitori de stânga și trimis în pușcăria de la Târgu-Jiu, pentru 2 ani. La întoarcerea acasă își găsește familia răzlețită și decide să adopte viața monahală. Anul următor înființează la mânăstirea Antim un grup isihast numit "Rugul Aprins". Studiul textelor patristice - percepute a fi "material dușmănos" - ca și critica membrilor grupului la adresa credinței quasireligioase a stângii extreme (tocmai aduse la putere în România de finele conflagrației mondiale) în cunoașterea strict rațională, au dus la reacția promptă regimurilor comuniste, poetul fiind o dată în plus arestat și condamnat la închisoare, unde în mod recurent va fi retrimis, până când își va sfârși acolo zilele, „cândva între noiembrie 1962 și primăvara lui 1964” (C. Jinga).

## Biografie

### Tinerețea
Fiu de intelectual, tatăl său fiind magistrat la Ploiești, a făcut liceul în oraș, remarcându-se la studii, dar mai ales la religie și filozofie, îndrumat de profesorul său de istorie Dacian. În 1916 se înrolează în armată și pleacă pe front; devine sublocotenent în 1921. Studiază pictura la Academia de Arte din București, dar abandonează din lipsă de bani, după 3 ani. În perioada 1922-1924, este ofițer asistent de marină la Constanța, iar în 1925 a fost numit profesor suplinitor la liceul Pogoanele din Buzău. Iubitor al cărților, cu o cultură teologică și filosofică bogată, el este remarcat de Gala Galaction care, în calitatea sa de Decan al Facultății de Teologie din Chișinău, îl numește subdirectorul Internatului Teologic din Chișinău. Pentru o scurtă vreme a fost liderul Asociației Studenților Creștini. Sandu Tudor a fost un  membru de seamă al Asociației Criterion.

### Vizita laMuntele Athos
Sandu Tudor obține în 1928 din partea Universității București o bursă de studii la muntele Athos iar aceasta  vizită de 8 luni îi va schimba viața. Călugărul Averchie îi arată acolo adevăratul sens al credinței și al pelerinajului ortodox la Sfântul Munte, unde cunoaște monahi de înaltă ținută duhovnicească. Întors în țară își alege drept patron spiritual pe sfântul Simeon Noul Teolog și se gândește serios la opțiunea monahală. Inițiază săptămânalul Floarea de foc (1932-1936) și cotidianul Credința (1933-1938).

### Intrarea în monahism
Devine călugăr in 1948 la Mănăstirea Antim, sub numele de Agaton de la Antim, unde i se oferă o chilie sub clopote, în care citește și scrie poezii, având o bibliotecă personală renumită.

### Rugul Aprins
A fost fondatorul grupului Rugul Aprins, de promovare a rugăciunii inimii. Povestea Rugului Aprins începe în 1943 când armata română eliberează dintr-un lagăr din est pe mitropolitul Nicolae al Kievului și pe duhovnicul său Ioan Culîghin. Ajuns în țară, mitropolitul Nicolae a fost găzduit de prietenul său din perioada studiilor, patriarhul  Nicodim Munteanu alături de duhovnicul său Ioan Culîghin, care aduce cu el de la Kiev două cărți, Pelerinul rus și Sbornicul și o icoana făcătoare de minuni a Fecioarei Maria. Ioan Culîghin a început să vorbească despre rugăciunea inimii sau isihia în chilia sa de la Cernica. În 1944 a fost mutat într-o chilie a Mănăstirii Antim unde se întâlnește cu Sandu Tudor și încep să discute despre Taina Rugului Aprins și Rugăciunea inimii care în Rusia era foarte bine cunoscută printre călugări. Cuvântările lui Ioan Culîghin erau traduse de un soldat din Basarabia, un anume Leonte. În scurt timp Mânăstirea este vizitată de mulți intelectuali teologi scriitori, filosofi, dar și studenți la diferite facultăți, toți cu un singur gând: să reziste comunismului prin rugăciune și trăire puternică în Duh. Ioan Culîghin devine pentru cei de la Antim "Ioan Străinul", iar cei care sunt prezenți acolo pun bazele Organizației Rugul Aprins. Cu bunăvoința arhimandritului Antimului Vasile Vasilachi cei prezenți discută diverse teme: religie, filosofie, literatură, în biblioteca Mănăstirii Antim.
Întâlnirile au durat 3 ani (1945-1948) și au transformat Rugul Aprins într-un "vulcan mistic", cum spunea Roman Braga. Printre participanți se numărau nume mari ale intelectualității cum ar fi: Vasile Voiculescu, Dumitru Stăniloae, Mircea Vulcănescu, Alexandru Mironescu, Barbu Slătineanu, Arsenie Papacioc, Benedict Ghiuș, Adrian Făgețeanu, Sofian Boghiu, Roman Braga dar și studenți la teologie precum: Bartolomeu Anania, Andrei Scrima, George Văsii.
După intervenția patriarhului Iustinian Marina grupului Rugul Aprins i s-au interzis întâlnirile la Mănăstirea Antim.

### Prima condamnare sub regimul comunist
În 1949 este arestat de Securitate și condamnat după o înscenare de proces, acuzat fiind de spionaj și înaltă trădare a Republicii Populare Române. Execută între 1949-1952 pedeapsa de muncă silnică la Canal-Dunăre-Marea Neagră.

### Ieroschimonahul Sandu Tudor
După terminarea detenției Sandu Tudor se retrage la Mânăstirea Rarău unde devine în 1955 Ieroschimonahul Daniil de la Rarău.

### Capul lotului Rugul Aprins
La 14 iunie 1958  Sandu Tudor este arestat de Securitate. Din cei 4 ani de detenție politică a executat 2 ani cu lanțuri grele la picioare. După ce l-au urmărit sistematic, pe data de 14 iunie 1958, Părintele Daniil Tudor este arestat. Interogatoriul a fost lung și obositor, iar Tribunalul Militar al Regiunii a II-a Militare îl va condamna pe 8 noiembrie 1958 "la 25 (douazecișicinci) ani temniță grea și 10 (zece) ani de degradare civică pentru infracțiunea p.p. de ort.209, pct.l cp. cu art.31 cp. și art.58, pct.2-5 cp. îl mai condamnă la 15 (cincisprezece) ani detenție riguroasă pentru crimă p.p. de ort. 193/1 al. 4 cp."
Pentru a-și motiva sentința, organele represive vor alcătui un rechizitoriu lung, din care nu lipsește acuzarea la modă de "legionarism", chiar dacă nu era cazul Părintelui Daniil. Demagogic, se spune că "astăzi când clasa muncitoare din țara noastră, sub conducerea P.M.R., obține succese însemnate în toate sectoarele vieții economice și de stat pe drumul construirii socialismului, unele elemente dușmănoase de teapa lui Teodorescu Alexandru zis Sandu Tudor, Braga Roman, Făgețeanu Alexandru și Papacioc Arsenie Anghel, în majoritatea lor foști legionari, care în trecut au deținut funcții în organizația legionară și în aparatul de stat burghezo-moșieresc și care au desfășurat o activitate intensă împotriva clasei muncitoare și mișcării revoluționare din țara noastră, prin articole scrise în presa reacționară și prin măsurile criminale pe care le-au luat împotriva elementelor progresiste și muncitorești, nu văd cu ochi buni aceste realizări și în ura lor turbată au  continuat și după 23 august 1944, să desfășoare o activitate criminală îndreptată împotriva regimului democrat popular din țara noastră."
Una dintre "activitățile criminale" o desfășoară mișcarea "Rugul Aprins". Oficialii considerau această mișcare duhovnicească doar un paravan pentru activitatea politică. Or mișcarea avea un profund caracter duhovnicesc, cu toate că nu putea vedea "cu ochi buni" modul în care țara se prăbușea sub dictatura comunistă, care se instala pas cu pas.
Iată ce se scrie în dosarul Părintelui Daniil, referitor la acest lucru: "Pentru a-și desfășura activitatea lor criminală îndreptată împotriva regimului nostru, inculpații Teodorescu Alexandru, Mironescu Alexandru, împreună cu legionarii Braga Roman și Ghiuș Vasile Benedict, în anul 1945 trec la înființarea unei grupări intitulată "Rugul Aprins", la Mănăstirea Antim, în cadrul căreia în perioada 1945-1948 au organizat o serie de întruniri, cu care ocazie pe lângă probleme de ordin mistic religios desfășurau și o intensă activitate contrarevoluționară. Deși această organizație în anul 1948 a fost interzisă prin lege, totuși membrii acesteia au continuat să țină legătura între ei."
Și hotărârea lui Sandu Tudor de a se călugări era socotită ca un mijloc de a-și ascunde activitatea politică. Adevărul este că opțiunea pentru viața monahală a venit dintr-o convingere lăuntrică sinceră. Nu credeau securiștii acest lucru: "Pentru a-și ascunde această activitate criminală, după 23 august 1944, inculpatul Teodorescu Alexandru s-a călugărit stabilindu-se la Mănăstirea Antim din București, unde și-a continuat activitatea sa dușmănoasă, stabilind legături cu o serie de elemente legionare, așa cum sunt: Braga Roman, Ghiuș Vasile Benedict, Anania Valeriu, precum și cu inculpatul Mironescu Alexandru și împreună au trecut la înființarea unei grupări intitulate "Rugul Aprins" în cadrul căreia să-și continue în mod organizat activitatea lor antidemocratică."
Ce li se părea opresorilor și mai grav era faptul că grupul și-a continuat activitatea și după interzicere: "în perioada 1955-1958 din inițiativa inculpatului Teodorescu Alexandru, au fost organizate o serie de întâlniri subversive la domiciliul lui Mironescu Alexandru din str. Vasile Lascăr nr. 28, precum și la Mănăstirea Plumbuita."
Culmea gravității o constituia preocuparea mișcării față de tineri: "Astfel, în anul 1957, cu ocazia venirii la Schitul Rarău a unui grup de studenți din București în frunte cu Mironescu Șerban, inculpatul a organizat astfel de meditații în cadrul cărora, pe lângă problemele mistic-religioase, le-a făcut și o educație dușmănoasă față de regimul democrat popular, îndemnându-i să se rupă de viața politică a țării și să se retragă în mănăstiri, de unde să acționeze împotriva orânduirii de stat din R.P.R."

### Moartea
Părintele Daniil Tudor n-a mai ieșit din închisoare. Moare, după datele Securității, în 1962 la închisoarea Aiud, trupul său fiind aruncat în Râpa robilor.

## Opera
- Caiete 1 Dumnezeu - Dragoste, Ed. Christiana, 2000
- Caiete 2 Sfințita rugăciune, Ed. Christiana 2000
- Caiete 3 Taina Sfintei Cruci, Ed. Christiana, 2001
- Caiete 4 Ce este omul?, Ed. Christiana, 2003
- Imnul Acatist la Rugul Aprins al Născătoarei de Dumnezeu, Ed. Christiana 2007
- Acatiste. Prima ediție integrală, Ed. Christiana, 2009
- Sandu Tudor, Comornic, versuri, Bucuresti, 1925;
- Sandu Tudor, Acatistul Preacuviosului Parintelui nostru Sfantul Dimitrie cel Nou Boarul din Basarabov, Fundatia Regala pentru Literatura si Arta, Bucuresti, 1942;
- Sandu Tudor, Imn-Acatist la Rugul Aprins al Maicii Domnului, Fundatia Culturala Romana, Madrid, 1987;
- Daniil Sandu Tudor, Acatiste: Imn-Acatist la Rugul Aprins al Maicii Domnului, Acatistul Sfintului Ioan Bogoslovul, Acatistul Preasfintitului Parintelui nostru Calinic Cernicanul, Ed. Anastasia, Bucuresti, 1997 (cu un cuvint inainte de Î. P. S. Bartolomeu Valeriu Anania);
- Ieroschimonahul Daniil Tudor, Acatiste: Acatistul Bunei Vestiri, Imn-Acatist la Rugul Aprins al Nascatoarei de Dumnezeu, Acatistul Preacuviosului Parintelui nostru Sfintul Dimitrie cel Nou Boarul din Basarabov, Acatistul Sfintului Sfintitului Parintelui nostru Calinic Cernicanul, Ed. Christiana, Bucuresti, Ed. Christiana, 1999;
- Ieroschimonahul Daniil Tudor, Scrieri 1, Ed. Christiana, Bucuresti, 1999;
- Daniil Sandu Tudor, Taina Rugului Aprins. Scrieri si documente inedite, Ed. Anastasia, Bucuresti, 1999;
- Ieroschimonahul Daniil de la Rarau (Sandu Tudor), Caiete 1, Dumnezeu-Dragoste, Ed. Christiana, Bucuresti, 2000 (ed. a II-a: 2003);
- Ieroschimonahul Daniil de la Rarau (Sandu Tudor), Caiete 2, Sfintita rugaciune, Ed. Christiana, Bucuresti, 2000 (ed. a II-a: 2008);
- Ieroschimonahul Daniil de la Rarau (Sandu Tudor), Caiete 3, Taina Sfintei Cruci, Ed. Christiana, Bucuresti, 2001;
- Ieroschimonahul Daniil de la Rarau (Sandu Tudor), Caiete 4, Ce e omul?, Ed. Christiana, Bucuresti, 2003;
- Ieroschimonahul Daniil de la Rarau (Sandu Tudor), Imnul Acatist la Rugului Aprins al Nascatoarei de Dumnezeu, cu fotocopia manuscrisului definitiv si cu comentariile autorului, Ed. Christiana, 2007;
- Ieroschimonahul Daniil de la Rarau (Sandu Tudor), Acatiste. Prima editie integrala, Ed. Christiana, 2009.